# Abbondio Stazio
Abbondio Stazio, né en 1663 à Massagno et mort le 12 août 1757 à Venise, est un stucateur suisse.

## Biographie
Après une période d'apprentissage à Rome, il travaille principalement comme stucateur à Venise, où sa première œuvre fut la décoration des salles du Palais Albrizzi (1690-1710). Cette décoration montre une profusion d'éléments décoratifs et figuratifs de style baroque tardif, en stuc laiteux, ductile et imperceptiblement luminescent.
Il traite dans un esprit complètement différent la décoration du Palais Morosini (Ca' Sagredo) sur le Grand Canal, qu'il réalise en 1718 avec l'aide de son élève, Carpoforo Mazzetti Tencalla, connu sous le nom Tencalla. Le travail du stuc y est à la fois plus léger et travaillé dans les détails. De par sa conception et son traitement, la chambre à coucher, composée d'une antichambre avec alcôve, est l'une des plus réussies de cette période. Elle est actuellement conservée au Metropolitan Museum of Art de New York.
On lui doit aussi la décoration de la Scuola Grande dei Carmini. Il a également réalisé avec l'aide de son atelier les anges en stuc qui flanquent le Crucifix de la cathédrale d'Udine, réalisé par Bartolomeo da San Vito en 1473.

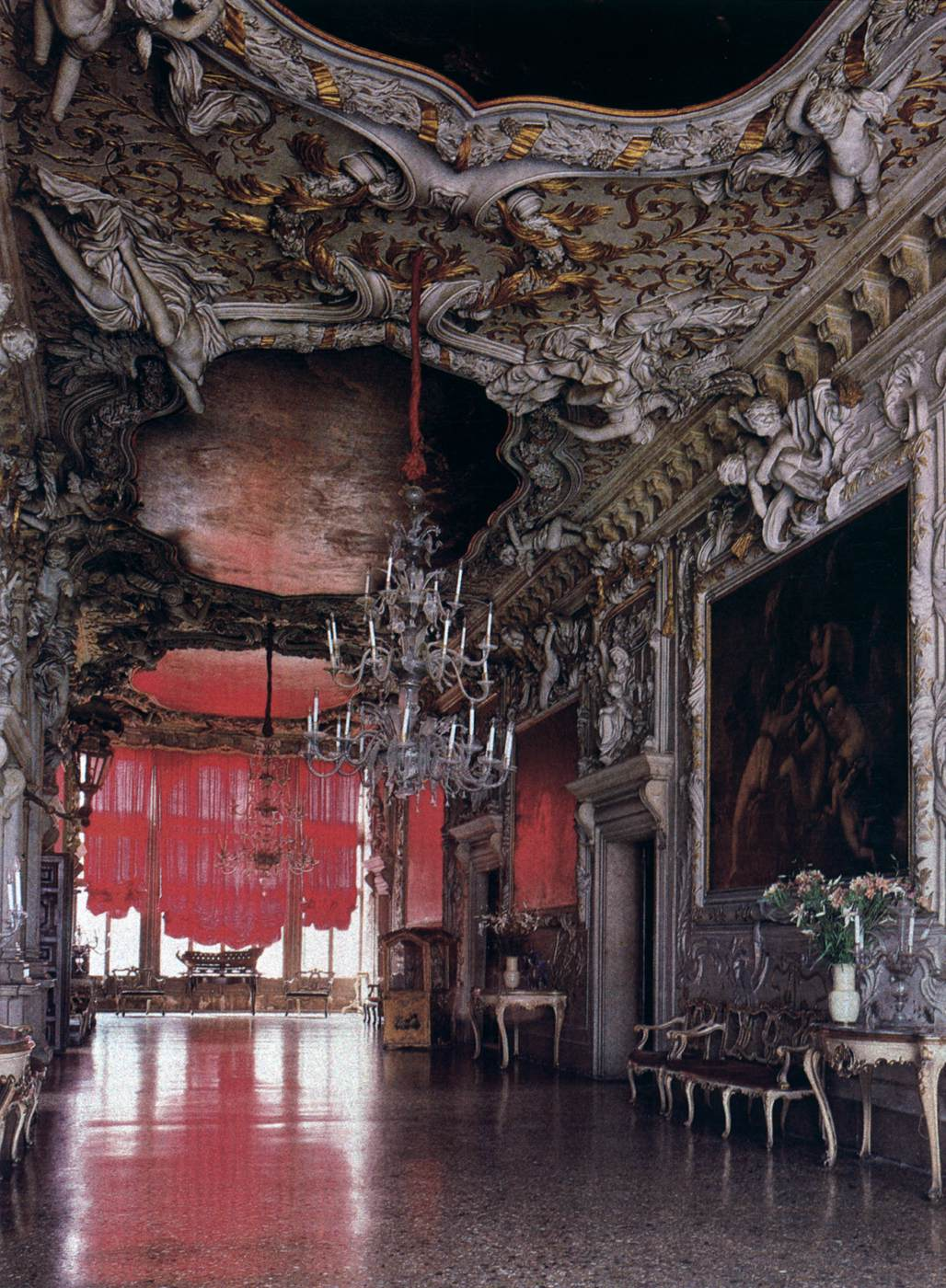
Décorations du Palazzo Albrizzi, Venise
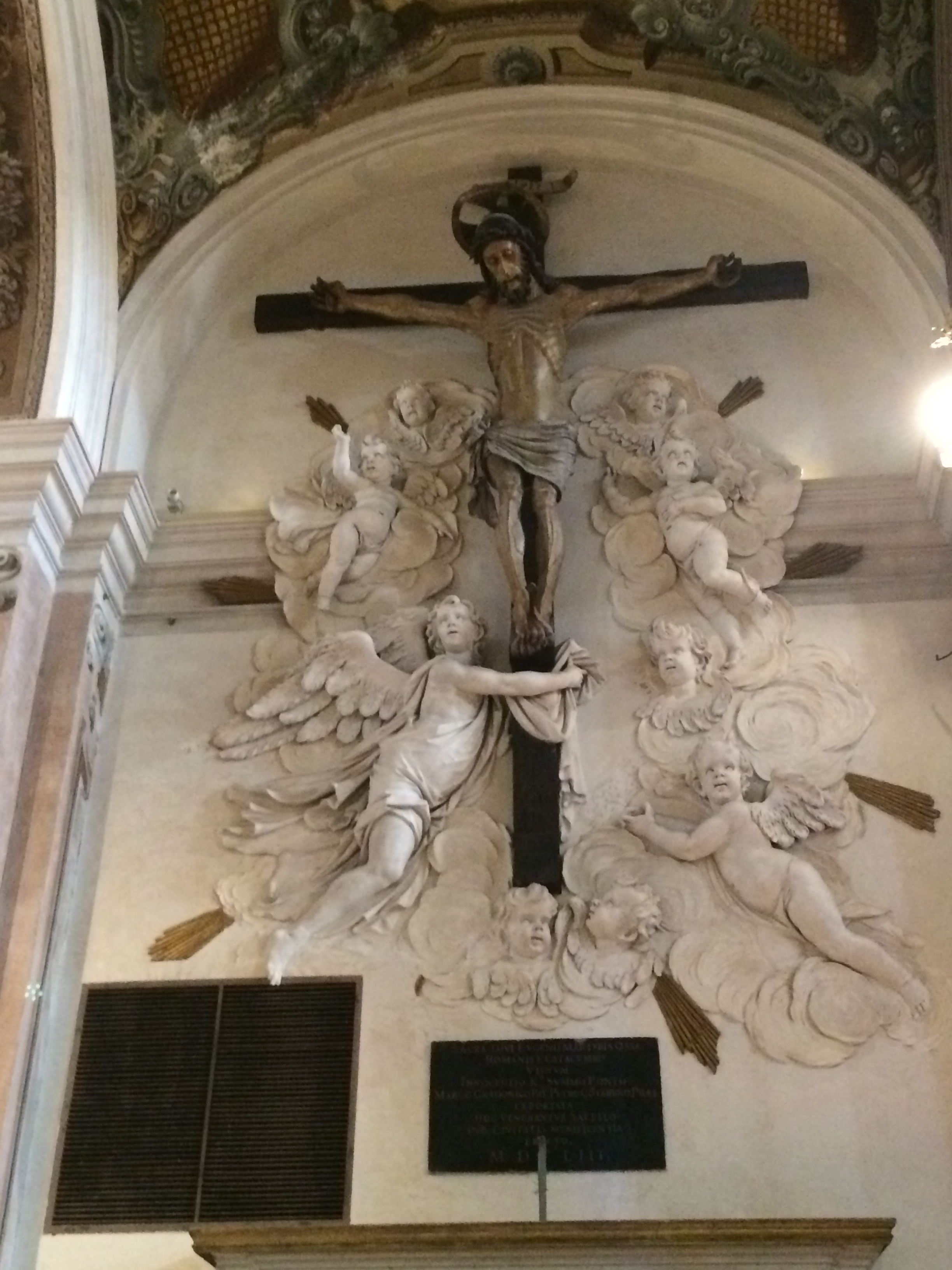
Crucifix de l'aile gauche, Cathédrale d'Udine
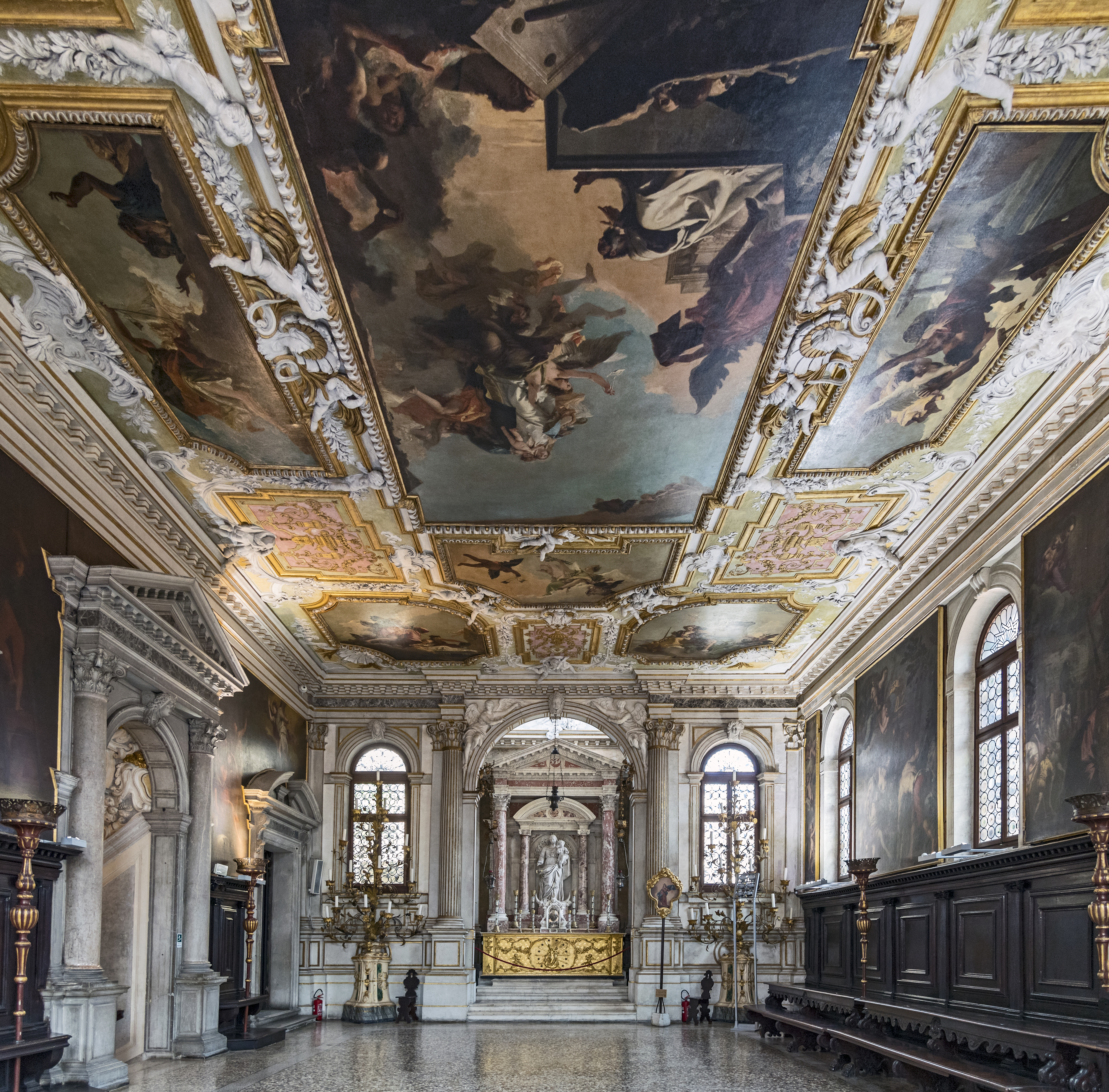
La salle du chapitre de la Scuola Grande dei Carmini